# Ballechin House
Ballechin House era una tenuta georgiana situata vicino a Grandtully, Perthshire, in Scozia. Fu costruita nel 1806, sul sito di un'antica casa padronale di proprietà della famiglia Steuart sin dal XV secolo.

## Storia
Nel 1834 il maggiore Robert Steuart (1806-1876) ereditò la casa e la affittò ad alcuni inquilini mentre prestava servizio nell'esercito indiano. Durante la sua permanenza in India, Steuart arrivò a credere nella reincarnazione e nella trasmigrazione. Tornò a casa nel 1850 e vi abitò con numerosi cani: si dice che abbia affermato che egli sarebbe tornato dopo la morte sotto forma di cane. Il maggiore Steuart non era sposato, ma i pettegolezzi locali collegavano il suo nome a quello della sua domestica più giovane che morì lì nel 1873. Dopo la morte del maggiore, la casa fu ereditata dal nipote John Skinner che ha assunto il cognome Steuart. Temendo che suo zio si sarebbe reincarnato sotto forma di uno dei suoi cani, il nuovo proprietario avrebbe sparato a tutti loro. Da questa storia è nata la leggenda secondo cui Robert Steuart fu costretto a frequentare la casa come uno spirito disincarnato. La prima infestazione segnalata nella casa ebbe luogo nel 1876; il testimone era una domestica in casa.

## Investigazione della Society for Psychical Research
Nel 1897 un'indagine sulla casa fu organizzata da John Crichton-Stuart, III marchese di Bute con l'assistenza di ricercatori paranormali della Society for Psychical Research. Ballechin House era conosciuta come "The Most Haunted House in Scotland", con molte somiglianze con i fantasmi di Borley Rectory, inclusa la presunta apparizione di una suora spettrale. Il team di investigatori della Society for Psychical Research incluse il colonnello Lemesurier Taylor e la famosa Ada Goodrich Freer.  Nel 1899, The Alleged Haunting of B---- House di Crichton-Stuart e Freer fu pubblicato e serializzato su The Times, contenente un diario dei fenomeni tenuto da Freer.
J. Callender Ross, che era rimasto a casa, ha dichiarato sul The Times che non c'erano prove di disturbi soprannaturali e ha considerato l'intera indagine fraudolenta. La SPR ha successivamente rimosso materiale da un volume dei loro Atti sull'indagine e ha denunciato Freer. Il ricercatore psichico Frederic William Henry Myers, originariamente favorevole alle indagini, ha scritto in una lettera al The Times dove "dubitava fortemente che ci fosse qualcosa di soprannaturale" nella casa.
Trevor H. Hall affermò che Freer era un investigatore inaffidabile, avendo ingannato l'SPR, plagiato materiale e mentito sulla propria vita.
Ballechin House era disabitata nel 1932 e la maggior parte della casa venne demolita nel 1963, dopo un incendio, lasciando solo gli ex alloggi per la servitù e gli annessi. Andarono perdute anche opere d'arte e mobili che erano stati raccolti da generazioni della famiglia Steuart, inclusi molti pezzi provenienti dall'estremo oriente, che riflettevano il coinvolgimento dei lairds successivi nella Compagnia britannica delle Indie orientali e della compagnia indiana scozzese Jardine Skinner, di proprietà di John Skinner Steuart e della famiglia Jardine.

## Citazioni
Gli eventi di Ballechin House sono più volte citati nel romanzo L'incubo di Hill House di Shirley Jackson.